# Železniční trať Roudnice nad Labem – Zlonice
Železniční trať Roudnice nad Labem – Zlonice (v jízdním řádu uváděna jako úseky tratí 095 a 096) je jednokolejná regionální trať vedoucí z Roudnice nad Labem přes Straškov do Zlonic. 

## Historie
Trať byla v celé délce zprovozněna na podzim roku 1900. Při výstavbě Pražsko-duchcovské dráhy (PDE) však byla již roku 1873 zprovozněna 1,6 km dlouhá vlečka do cukrovaru Kinských, odbočující ze stanice Zlonice. Roku 1881 získala PDE koncesi na výstavbu odbočky do Hospozína (dnešní Kmetiněves), zakončené vlečkou do zdejšího cukrovaru Kinských. Trať byla uvedena do provozu v červenci 1882 a nacházelo se na ní nákladiště Břešťany (dnešní Tmáň). Do trati byly vedle cukrovarských vleček zaústěny také vlečky do koželužny Tanzer syn, nábytkářství Václav Faigl a zlonického Hospodářského družstva.
V prosinci 1898 došlo k udělení koncese pro výstavbu místní dráhy Hospozín – Roudnice nad Labem-Bezděkov, na níž byl provoz zahájen v říjnu 1900. 2. listopadu 1900 byl zahájen provoz přímých vlaků do stanice Roudnice nad Labem. V souvislosti s prodloužením odbočné trati došlo také k rozšíření staniční budovy a stavbě výtopny.
V září 1997 byla osobní železniční doprava v úseku Straškov – Zlonice redukována na provoz pouze ve všední dny, v prosinci 2010 se následně počet vlaků v tomto úseku snížil ze čtyř párů na dva.
Osobní železniční doprava v úseku byla dále redukována v prosinci 2020, kdy byl na trati zaveden pouze provoz tří párů sezónních osobních vlaků o víkendech a svátcích v období platnosti SELČ.

## Provoz
V GVD 2023/2024 je v úseku Roudnice nad Labem – Straškov (úsek trati 096) ve všedních dnech vedeno 14 párů osobních vlaků linky U21, přičemž vlaky zajíždějí do zastávky Bříza obec na trati Straškov – Libochovice. V sobotu je v úseku vedeno 6 párů a v neděli 5 párů osobních vlaků, které v období platnosti SELČ doplňuje Podřipský motoráček společnosti KŽC Doprava (linka T5), zajíždějící do Libochovic.
V úseku Straškov – Zlonice je od GVD 2021/2022 zastavena osobní železniční doprava. Naposledy byly v úseku vedeny tři páry sezónních osobních vlaků o víkendech a svátcích v období platnosti SELČ, které byly provozovány jako linka S46. V GVD 2023/2024 byl úsek o víkendech a svátcích od 15. 4. do 16. 7. a v soboty od 31. 8. do 28. 10. (pondělí) využíván pro odklonovou vozbu rekreačního vlaku Cyklohráček, směřujícího z Prahy do Slaného, respektive Zlonic.

## Zajímavosti
Stanice Černuc se objevila v britském filmu Vlci z revíru Willoughby (The Wolves of Willoughby Chase) z roku 1989.

## Stanice a zastávky (fotogalerie)
- Roudnice nad Labem
- Roudnice nad Labem město
- Roudnice nad Labem-Hracholusky
- Vražkov
- Straškov
- Bříza
- Loucká
- Černuc
- Kmetiněves
- Tmáň
- Zlonice zastávka
- Zlonice

## Navazující tratě

#### Roudnice nad Labem
- Trať 090 Praha – Kralupy nad Vltavou – Roudnice nad Labem – Ústí nad Labem – Děčín

#### Straškov
- Trať 095/096 Libochovice – Straškov – Vraňany

#### Zlonice
- Trať 110 Kralupy nad Vltavou – Zlonice – Louny